# Ivan Nikitovich Kozhedub
Ivan Nikitovich Kozhedub (tiếng Nga: Иван Никитович Кожедуб; tiếng Ukraina:  Іван Микитович Кожедуб)  (sinh ngày 8 tháng 6 năm 1920, mất ngày 12 tháng 8 năm 1991) là một phi công ace nổi tiếng của Không quân Liên Xô. Ông là phi công ace xuất sắc nhất của quân Đồng Minh trong Thế chiến thứ hai và cũng là một trong số 4 người duy nhất được phong danh hiệu Anh hùng Liên Xô ba lần vào 4 tháng 2 năm 1944, 19 tháng 8 năm 1944 và 18 tháng 8 năm 1945.

## Tiểu sử
Ivan Kozhedub sinh tại làng Obrazheyevka, thuộc Ukraina. Ông là con út trong số 5 anh chị em.
Năm 1934 sau khi tốt nghiệp cấp II, Kozhedub vào học tại một trường dạy nghề. Năm 1940, ông tốt nghiệp trường Hóa kỹ thuật Shostka và nhập ngũ. Ivan Kozhedub được huấn luyện trở thành phi công chiến đấu tại Trường Không quân Chuguyev. Sau khi tốt nghiệp loại xuất sắc tại đây năm 1941, ông được giữ lại trường làm huấn luyện viên cho các phi công trẻ.

## Thành tích

### Thế chiến thứ hai
Năm 1943, thấy rằng cần phải dùng khả năng xuất sắc của mình để tham gia chiến đấu, ông đề nghị được ra tiền tuyến. Từ tháng 3 năm 1943, Kozhedub bắt đầu trở thành phi công chiến đấu trên một chiếc Lavochkin La-5. Trong Thế chiến thứ hai, Ivan đã phục vụ tại các Phương diện quân Voronezh, Thảo Nguyên, Ukraina 2, Belorussia 1 với các vị trí từ phi công chính lên đến phó tư lệnh trung đoàn bay.
Ngày 6 tháng 7 năm 1943, Kozhedub hạ chiếc máy bay Đức đầu tiên, đó là một chiếc máy bay ném bom bổ nhào Junkers Ju 87 ("Stuka"), một ngày sau ông hạ tiếp chiếc thứ hai và ngày tiếp theo ông bắn hạ thêm hai chiếc tiêm kích Messerschmitt Bf-109. Chỉ trong vòng 10 ngày đầu tham chiến, thành tích của Kozhedub đã lên tới 8 máy bay (tính đến ngày 16 tháng 7 năm 1943).
Trong Chiến dịch vượt Sông Dnepr, chỉ trong vòng 10 ngày, Kozhedub đã hạ 11 máy bay của Không quân Đức. Tháng 4 năm 1944, trong một phi vụ chiến đấu, ông đã bắn hạ 3 máy bay đối phương. Từ tháng 7 năm 1944, Ivan Kozhedub được đề bạt làm phó chỉ huy Trung đoàn Cận vệ bay số 176 thuộc Phương diện quân Belorussia 1 và chuyển sang lái một chiếc La-7 mà với nó ông đã hạ thêm 17 máy bay đối phương
Tổng cộng trong Thế chiến thứ hai, Ivan Kozhedub đã tham gia 326 phi vụ bay, tham chiến trong 126 trận không chiến, hạ tổng cộng 62 máy bay Đức các loại (trong đó có 22 chiếc Focke-Wulf Fw 190 và 18 chiếc Junkers Ju 87). Hai chiếc máy bay chiến đấu ông đã cầm lái là La-5FN và La-7. Ông cũng từng bắn hạ một chiếc tiêm kích phản lực Meserschmitt Me 262 khi lái chiếc La-7 trên lãnh thổ nước Đức.

### Sau năm1945
Năm 1949, Kozhedub tốt nghiệp Học viện Không quân Zhukovsky.
Tháng 4 năm 1951, ông được đề bạt làm Tư lệnh Sư đoàn bay số 324 của Không quân Liên Xô tham chiến tại Chiến tranh Triều Tiên, tuy nhiên Kozhedub không được phép tham gia chiến đấu trực tiếp.
Năm 1956, Ivan Kozhedub tốt nghiệp Học viện Quân sự cao cấp và trở lại công tác chỉ huy không quân. Từ 1964 - 1971, ông là Tư lệnh Không quân Quân khu Moskva. Năm 1970, ông được phong hàm Thượng tướng Không quân. Năm 1985, ông được thăm hàm Nguyên soái Không quân (tương đương Đại tướng Lục quân).
Ông qua đời ngày 8 tháng 8 năm 1991 tại Moskva.

## Vinh danh
Ivan Nikitovich Kozhedub được coi là phi công ace xuất sắc nhất của Không quân Liên Xô trong Thế chiến thứ hai, ông cũng giữ kỷ lục về số máy bay bắn rơi trong số các phi công của phe Đồng minh nói chung, vì vậy Kozhedub được mệnh danh là phi công "Át chủ bài trong số các át chủ bài" ("Ace of Aces") của phe Đồng minh trong Thế chiến thứ hai.
Kozhedub là một trong 4 người duy nhất được ba lần phong danh hiệu cao quý Anh hùng Liên Xô vào các ngày vào 4 tháng 2 năm 1944, 19 tháng 8 năm 1944 và 18 tháng 8 năm 1945. Ngoài ra ông còn được tặng thưởng nhiều loại huân, huy chương cao quý khác.